# 湖泊上的日出
《湖泊上的日出》，是一齣2011年亞美尼亞劇情片，由阿爾塔克·伊吉強和瓦漢·斯捷潘揚執導。此電影曾在美國、法國和土耳其安那托利亞取景，於2011年4月在莫斯科影院首映，也曾在俄羅斯、烏克蘭、白俄羅斯、中國等地上映。

## 片名
《湖泊上的日出》的亞美尼亞語片名為「Վանա ծովուն արշալույսը」，其中「Վանա」是指凡湖；此電影在中國大陸被翻譯為「湖泊上的日出」。

## 內容大綱
《湖泊上的日出》的主角名為卡拉佩，是一名年屆八旬的老人，他與母親均為亞美尼亞種族大屠殺的倖存者，並嘗試讓後代銘記祖國的歷史。卡拉佩居於美國，兒子已經完全融入美國文化，試圖說服父親忘記自己的亞美尼亞血統；每年4月24日（亞美尼亞種族大屠殺於1915年4月24日開始），卡拉佩都會在土耳其駐洛杉磯總領事館前焚燒土耳其國旗，他的兒子因此要每年為父親繳交保釋金。卡拉佩還有個孫兒，但他在美國土生土長，視自己為一個美國人，更戀上一個土耳其裔少女。結果，全家都要為卡拉佩的固執而付上代價。

## 外界反應
《湖泊上的日出》在互聯網電影數據庫上獲得7.9分（滿分為10分）的分數，共有52名用戶參與評價；此電影曾在埃里溫國際電影節、塞瓦斯托波爾國際電影節、塞浦路斯國際電影節等多個影展上展出，並在第六屆塞瓦斯托波爾國際電影節獲得獎項。
電影製作人員馬爾加里特·奧爾杜漢尼揚認為此電影強調愛國，淪為「亞美尼亞民族主義的寓言」，但主角卡拉佩的形象是「這齣乏善可陳的電影中最可取的方面」。